# Lovely Rita
Lovely Rita – piosenka zespołu The Beatles umieszczona na albumie Sgt. Pepper’s Lonely Hearts Club Band. Oficjalnie jej autorem jest duet Lennon/McCartney, jednak napisał ją Paul McCartney.

## Twórcy
- Paul McCartney – wokal, fortepian, gitara basowa
- John Lennon – wokal wspierający, gitara akustyczna
- George Harrison – wokal wspierający, gitara elektryczna slajdów, gitara akustyczna
- Ringo Starr – perkusja
- George Martin – producent muzyczny, fortepian
- Geoff Emerick – inżynier dźwięku